# Cratere Arvi
Arvi è un cratere sulla superficie di Marte.